# 烏斯季-卡塔夫
54°56′N 58°11′E / 54.933°N 58.183°E
烏斯季-卡塔夫 （俄语：Усть-Ката́в）是俄羅斯車里雅賓斯克州西部的一個城市，位於尤留贊河畔。2002年人口25,898人。當地臨近西伯利亞鐵路。